# 中井町
中井町（なかいまち）は、神奈川県の南西部に位置し、足柄上郡に属する町。
土地利用は、山林が約34パーセント、農地が約24パーセントを占める。東名高速道路の秦野中井IC付近には製造業や流通業の事業所が集積している。

## 地理
神奈川県の南西部、足柄上郡の東端にあたる。大磯丘陵の北西部にある町域の3分の1は山林で、そのすべてが民有林であり、丘陵地の間の川沿いに農地と市街が位置する。西部には中村川、東部では葛川が町を縦断している。関東大震災によるがけ崩れで北部の川が堰き止められ震生湖ができた。震生湖という名はこれに由来する。震生湖は、日本一新しい自然湖であるとされ、湖畔には震災の調査に訪れた寺田寅彦の句碑がある。町の南西部には曽我山・不動山など200m - 300mほどの山があり、斜面にはみかん畑が点在する。

## 歴史
平安時代末に豪族中村氏が発祥させた。

## 人口
| |                                        |  |
| 中井町と全国の年齢別人口分布（2005年） | 中井町の年齢・男女別人口分布（2005年） |  |
| ■紫色 ― 中井町 ■緑色 ― 日本全国 | ■青色 ― 男性 ■赤色 ― 女性              |  |
| 中井町（に相当する地域）の人口の推移 \| 1970年（昭和45年） \| 6,028人 \| \| \| 1975年（昭和50年） \| 7,356人 \| \| \| 1980年（昭和55年） \| 8,626人 \| \| \| 1985年（昭和60年） \| 9,371人 \| \| \| 1990年（平成2年） \| 10,054人 \| \| \| 1995年（平成7年） \| 10,398人 \| \| \| 2000年（平成12年） \| 10,222人 \| \| \| 2005年（平成17年） \| 10,173人 \| \| \| 2010年（平成22年） \| 10,010人 \| \| \| 2015年（平成27年） \| 9,679人 \| \| \| 2020年（令和2年） \| 9,300人 \| \| |                                        |  |
| 総務省統計局 国勢調査より |                                        |  |
| 1970年（昭和45年） | 6,028人                                |  |
| 1975年（昭和50年） | 7,356人                                |  |
| 1980年（昭和55年） | 8,626人                                |  |
| 1985年（昭和60年） | 9,371人                                |  |
| 1990年（平成2年） | 10,054人                               |  |
| 1995年（平成7年） | 10,398人                               |  |
| 2000年（平成12年） | 10,222人                               |  |
| 2005年（平成17年） | 10,173人                               |  |
| 2010年（平成22年） | 10,010人                               |  |
| 2015年（平成27年） | 9,679人                                |  |
| 2020年（令和2年） | 9,300人                                |  |

## 行政
- 町長：戸村裕司（2022年11月14日就任、1期目）

### 行政区域の変遷
- 1908年（明治41年）4月1日 - 中村、井ノ口村が合併して中井村が発足。
- 1958年（昭和33年）12月1日 - 町制施行して中井町となる。

### 地区
- 旧中村
  - 遠藤（えんどう） - 旧遠藤村
  - 田中（たなか） - 旧田中村
  - 半分形（はぶがた） - 旧半分形村
  - 古怒田（こぬた） - 旧古怒田村
  - 北田（きただ） - 旧北田村
  - 久所（ぐぞ） - 旧久所村
  - 藤沢（ふじさわ） - 旧藤沢村
  - 比奈窪（ひなくぼ） - 旧比奈窪村
  - 雑色（ぞうしき） - 旧雑色村
  - 鴨沢（かもざわ） - 旧鴨沢村
  - 松本（まつもと） - 旧松本村
  - 岩倉（いわくら） - 旧岩倉村
  - 境（さかい） - 旧境村
  - 境別所（さかいべっしょ） - 旧境別所村
- 井ノ口（いのくち） - 旧井ノ口村

## 産業
総世帯数約3,000のうち、6分の1にあたる約500世帯が農家であり、また120世帯余が林業に携わっている。主たる産品は酪農であるが、近年では東名高速道路のインターチェンジ付近に工業団地を造成したことにより、就業人口にも変化がみられる。

### 農林業
- 北条シソ

#### 農畜産業
- 中井町の町域面積のうち約4分の1が農地であり、世帯数の16%、人口の23%ほどが農家であるが、その数は年々減少している。
- 2000年（平成12年）の耕地面積は513haで、そのうち作付延べ面積は430ha(耕地利用率83.8%)である。内訳は以下のとおり。

田 - 34ha（水稲23ha・陸稲1haなど）
畑 - 479ha
普通畑 - 319ha（らっかせい33ha・とうもろこし31ha・だいこん25ha・甘藷22haなど）
樹園地 - 160ha（みかん87ha・くり20ha・うめ11haなど）
- 酪農農家は30戸あり、乳牛800頭余が飼育されている。生乳の出荷額は5億5千万円で、全体の4割以上を占める。

#### 林業
- 中井町の町域の約3分の1にあたる679haが山林・林野であり、その約3分の2、476haが天然の広葉樹林である。92haある人工林にはスギ（72ha）、ヒノキ（20ha）が植林されている。
- 林業に携わる戸数は123戸である。

### 工業
- 2000年の工業事業所数は97で、製造品出荷額は約842億円である。

東名高速道路秦野中井IC附近に造成された工業団地、グリーンテク中井には、富士フイルムビジネスイノベーション、テルモ、日本通運、日立コンピュータ機器、日立インフォメーションテクノロジー、オカムラ、ブルックス（コーヒー豆）、他の工場が立地している。

### 商業
- 卸・小売・飲食店数は134で、卸・小売を合わせた年間販売額は約210億円である。

## 地域

### 健康と福祉
- 2000年の老齢人口比は14.3%である。これは全国平均よりも低く、県内平均とほぼ同じ数値であったが、2014年には28.4%まで上昇し、全国平均の25.2%、県内平均の22.5%を大きく上回り、高齢化の進展が著しい。

### 教育
- 中井町立中村小学校
- 中井町立井ノ口小学校
- 中井町立中井中学校

### 施設

#### 公民館
- 井ノ口公民館[3]

#### コミュニティ
- 中井町農村環境改善センター[4]
- 中井町郷土資料館[5]
- 境コミュニティセンター[6]

#### 公園
- 中井中央公園 : 中井町中央公園野球場・多目的グラウンドなどの施設がある[7]。2015年、Nakai Stadium Marche Vol.1 （ナカマル）開催場所[8]。2017年、Nakai American Sunday - ナカイアメリカンサンデー[9]開催場所。
- 境グリーンテクパーク[10]
- 厳島湿生公園[11]
- 中井町総合グラウンド[12]

## 交通

### 鉄道
町内に鉄道路線はない。最寄り駅は小田急小田原線秦野駅、およびJR東日本東海道本線二宮駅。
過去には軽便鉄道である湘南軌道が町内を通っていたが、すでに廃止されている。

### バス路線
- 神奈川中央交通

### 道路
町の北部を東名高速道路が東西に横断する。

#### 高速道路・有料道路
- 東名高速道路（秦野中井IC・中井PA）

#### 県道
- 主要地方道
  - 神奈川県道71号秦野二宮線
  - 神奈川県道77号平塚松田線
- 一般県道
  - 神奈川県道709号中井羽根尾線

## 郵便番号
- 郵便番号は以下の通りとなっている。
  - 二宮郵便局（二宮町）：259-01xx、255-00xx、255-85xx、255-86xx、255-87xx

## 名所・旧跡・観光スポット・祭事・催事
- 震生湖
- 五所八幡宮
- 中井のエンジュ（県指定天然記念物）
- 江戸民具街道
- 米倉寺
- 雑色横穴墓群

### 祭事・催事
- 五所八幡宮例大祭 – 例年4月29日開催。祭りで演じられる「鷺の舞」は町指定文化財となっている。
- 美・緑なかいフェスティバル

## 著名な出身者
- 抜隊得勝（禅僧）
- 佐藤寛子（タレント）
- 尾上健司（バレーボール選手）
- 野地俊二（NHKアナウンサー）
- 成川沙世子（音楽プロデューサー）映画「君の名は。」